# Амизани, Джузеппе
Джузеппе Амизани (итал. Giuseppe Amisani; 7 декабря 1881 года — 8 сентября 1941 года) — итальянский художник-портретист, работавший в стиле Belle Époque (Прекрасная эпоха). Амизани также известен как «художник королей» и «поэт Портофино».

## Жизнь
Художник Амизани родился 7 декабря 1881 года на Пьяцца Меркато (Рыночная площадь; ныне Пьяцца Амизани, то есть площадь Амизани) в коммуне в Меде-ди-Ломеллина, близ Павии в Ломбардии, Северной Италии. Учился в техническом институте, где провалил курс технического черчения; Учился живописи в Aкадемии изящных искусств Брера в Милане под руководством Чезаре Таллоне и Веспазьяно Биньями. Выиграл премию Академии за картину «Герой» (итал. «l'Eroe») в 1908 году и в 1911 году выиграл премию Фумагалли за портрет Лиды Борелли:208. С тех пор сосредоточился почти исключительно на портретной живописи; интересны его пейзажи итальянских Альп, Родоса и Туниса.
Амизани был всемирно известным художником своего времени. Путешествуя, он провел несколько лет в Аргентине и Бразилии, побывал также в Англии, Франции, Северной Африке и в Соединенных Штатах.
Скончался в Портофино 8 сентября 1941 года.

## Художественный рынок
Джузеппе Амизани был признан одним из самых важных художников своего времени на мировом уровне. В настоящее время, хотя картина маслом на картоне Амисани часто продается за сумму от 15 000 до 80 000 евро, некоторые художественные галереи выставляют его работы даже по цене в 15 миллионов евро.
Наиболее ценные и востребованные работы Джузеппе Амизани — это портреты женщин.

## Галерея

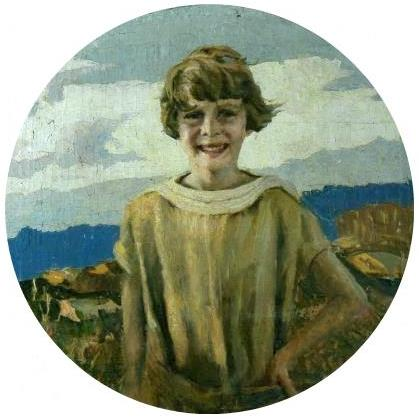
Портрет короля Египта Фарука в детстве
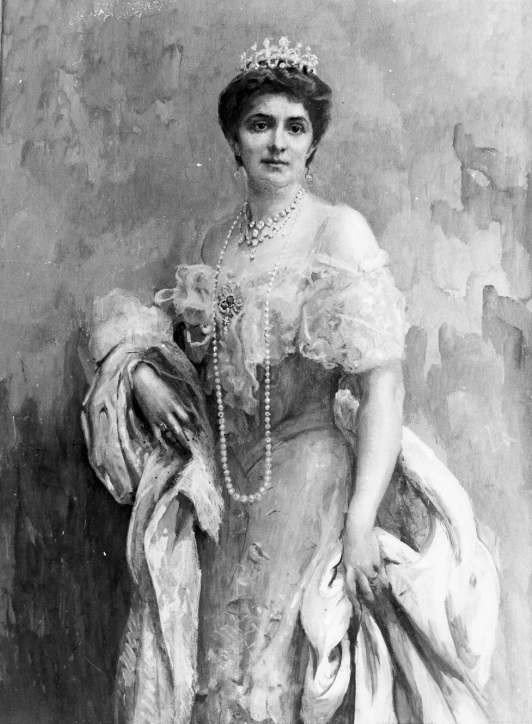
Королева Италии Елена, Палаццо делла Фарнезина, Министерство иностранных дел Италии
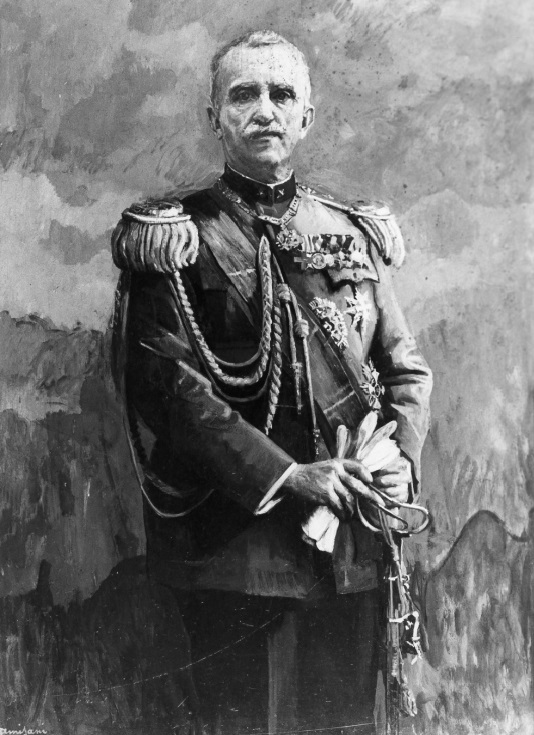
Король Италии Витторио Эмануэле III, Палаццо делла Фарнезина, Министерство иностранных дел Италии
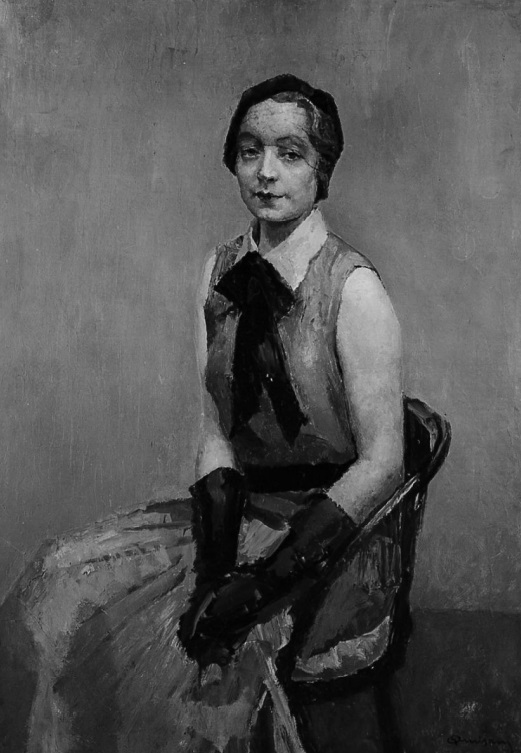
Портрет Екатерины, Музей Уффици, Палаццо Питти, Флоренция
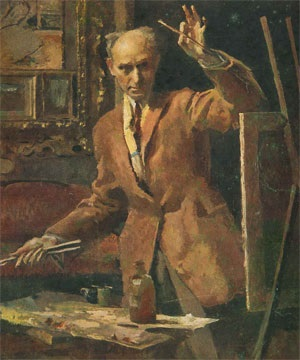
Автопортрет, Музей Уффици, Палаццо Питти, Флоренция
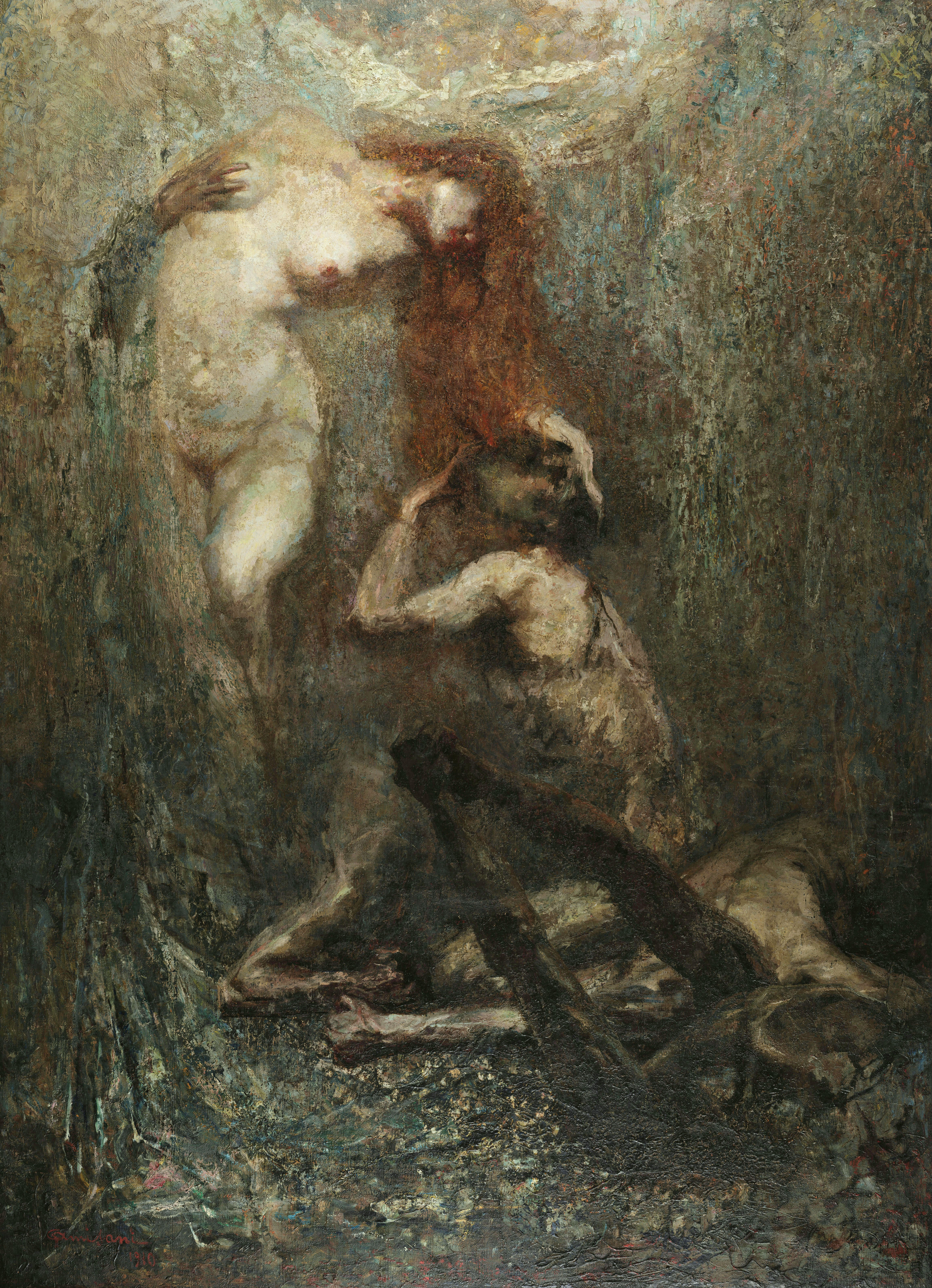
Трагическая колыбель, Пинакотека до Эстадо-де-Сан-Паулу, Бразилия
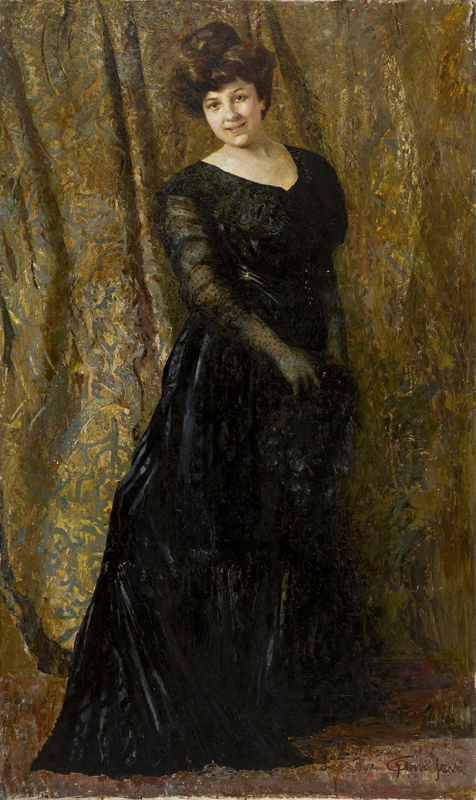
Стоящая дама, Pinacoteca do Estado de São Paulo, Бразилия

## Творчество

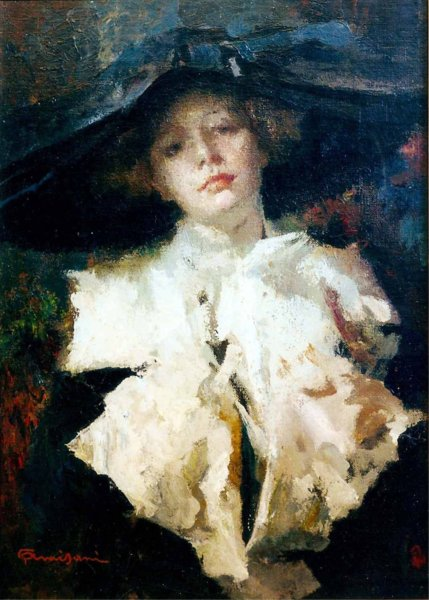
Джузеппе Амизани, портрет Лиды Борелли, 1910 Калифорния.

Среди многих картин, написанных Амизани — портреты женщин. Среди них: La Teletta, находится в Галерее современного искусства в Милане; Ritratto di Lyda Borelli — в музее искусств в Сан-Паулу, портрет актрисы Maria Melato и другие.
В 1924 году, на пике своей карьеры, он был приглашён в Египет для выполнения росписей во дворце Рас-Эль-Тин короля Египта Ахмеда Фуад I. Там он нарисовал портрет сына Ахмеда Фуада I — Фарука. В 1926 году Амизани, по заказу издателей итальянского еженедельника L’Illustrazione Italiana рисовал пейзажи в Родосе. В следующем году он выставил свои пейзажи Северной Африки на выставке в Лондоне.
Его автопортрет был показан на Венецианской Биеннале в 1930 году, и позже был куплен для галереи Уффици, Флоренция. Другие его произведения находятся в музеях Бари, Пьяченца и Лимы (Перу).
Несмотря на то, что Амизани был современником художников Умберто Боччони и Пабло Пикассо, он полностью игнорировал новые течения в живописи, такие как футуризм и кубизм, изменившие облик изобразительного искусства XX века, предпочитая удовлетворять вкусы своих клиентов, которые были знатными, богатыми и знаменитыми людьми своего времени.
Картины художника радуют своей элегантностью и свежими красками.
Ретроспективная выставка работ Джузеппе Амизани проводилась в Кастелло Сфорца в Виджевано в провинции Павия в Италии в 2008 году.

## Арт-рынок
Самые ценные и востребованные работы Джузеппе Амизани — женские лица.

## Стиль
Великая заслуга Джузеппе Амизани в том, что он порвал с традицией и создал свою собственную картину, прожил реальность, приписал теме ядро новых эмоций. В его живописи есть свежесть и легкость выражения, взятого с натуры и быстро закрепленного на холсте; ему удается пластически моделировать фигуры с помощью некоторых жестов и использовать цвет с помощью материальных мазков. Этот его фундаментальный дар непосредственного живописца всегда удерживал его от интеллектуалистических теорий и отклонений. Амизани — художник, который должен рисовать то, что видит, умея схватывать реальность и быстро переводить ее в соответствии со своим внутренним видением. Его великая живопись, сочная и зернистая, формирует и определяет все в плоскостях и точках: это свободный и непосредственный реализм, который, в конце концов, более прочно привит к старому течению позднего итальянского импрессионизма Франческо Филиппини, который был настоящим мастером, отцом филиппинизма художественного движения, но перешедшим от Транкильо Кремона к Эмилио Гола.

## Выставки
Амизани и его работы участвовали в выставках:
- Амизани и Амедео Бокки, выставка в Пинакотеке Брера, Brera академия, Милан, 1912.
- Авторские выставки живописца Джузеппе Амизани, Лондон и Милан, 1923.
- Венецианская биеннале, XVII Esposizione Internazionale d’arte, Венеция, 1930.
- Giuseppe Amisani, Il pittore dei Re, Castello Sforzesco, Vigevano, Павия, Италия, 2008[13].
- Rirì la sciantosa e le altre. Ritratti di donne nella pittura di Giuseppe Amisani (1879—1941), Galleria Civica di Bari, 2012.

## лица женщин

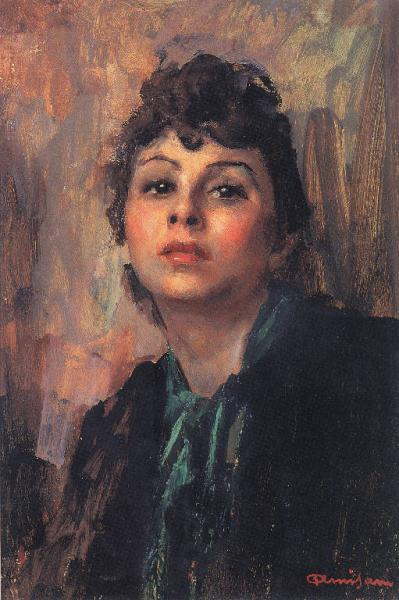
Модель, Гражданские музеи Павии
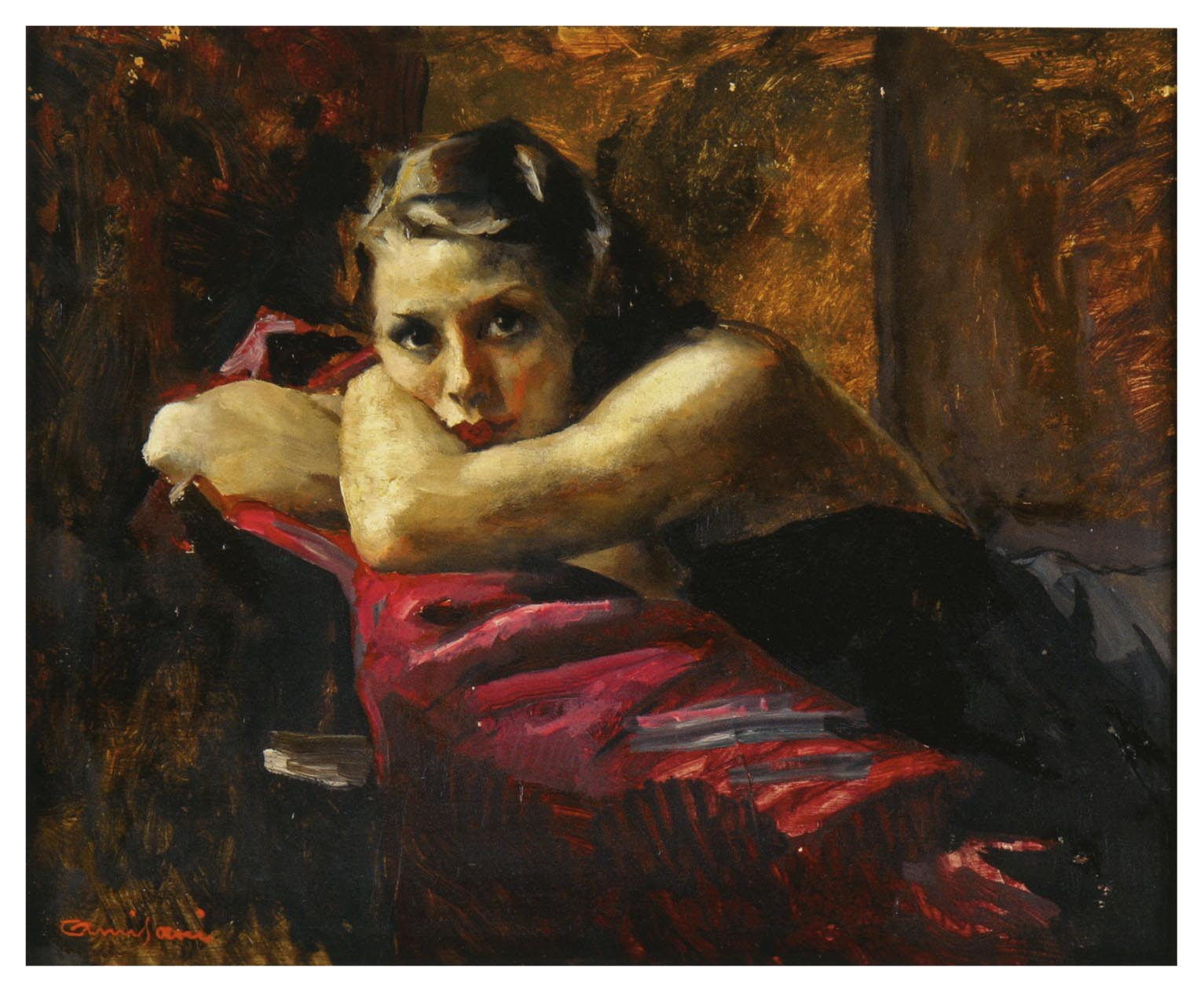
Рири, Музей столичной художественной галереи Бари
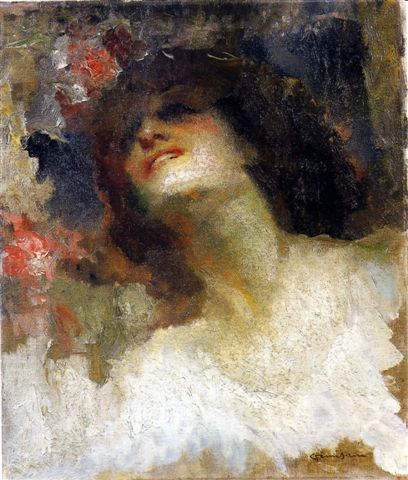
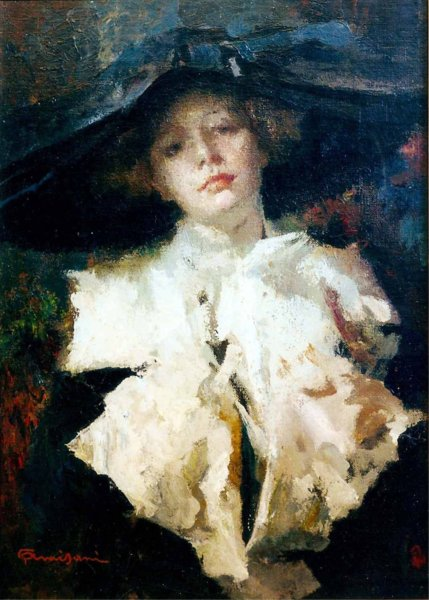
Портрет Лиды Борелли, собрание музея Чини в Венеции, приобретенный Национальным музеем Сан-Паулу в Бразилии.
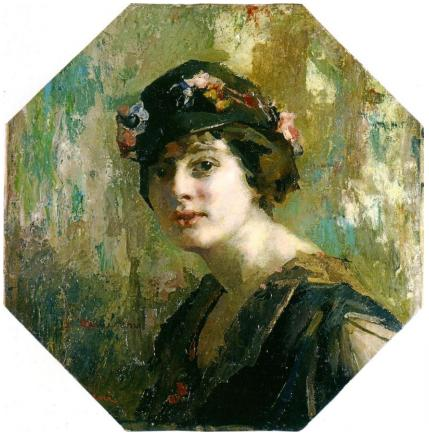
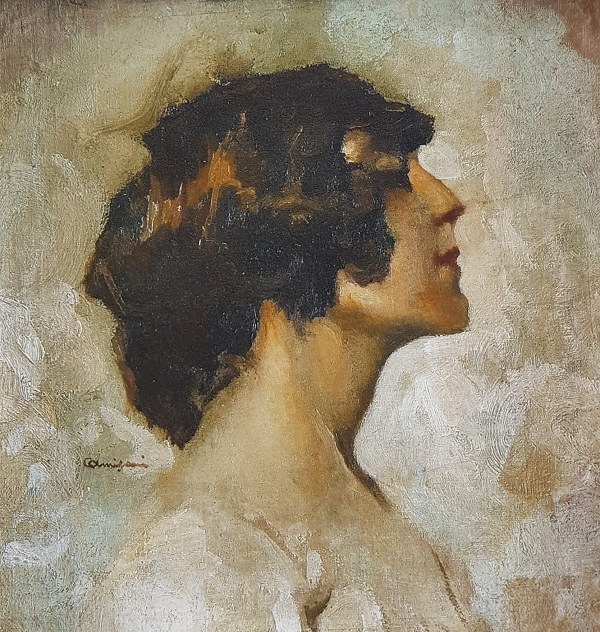
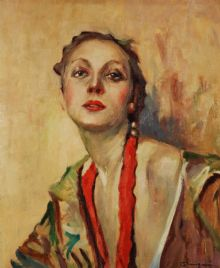

## Выставки
Он принимал участие в нескольких выставках в Лондоне, Нью-Йорке, Милан, Рим, Венеция, Сан-Паулу, Буэнос-Айрес, Лима и Каир.
- Giuseppe Amisani e Amedeo Bocchi, Esposizione di Belle Arti di Brera, Milano, 1912
- Mostra individuale del pittore Giuseppe Amisani, Galleria Pesaro con l’organizzazione di The Studio, Londra (Regno Unito), 1923.
- Mostra individuale del pittore Giuseppe Amisani e dello scultore Eugenio Pellini, Galleria Pesaro con l’organizzazione di The Studio, Milano, Italia, 1923.
- Exotic Egyptian views, Arlington Gallery, Bond Street, Londra (Regno Unito), 1927.
- XVII Esposizione Internazionale d’arte, Biennale di Venezia, Venezia, 1930[14].
- Mostra Commemorativa di Giuseppe Amisani, Milano 1951[15].
- Accoppiamenti giudiziosi: Industria, arte e moda in Lombardia: 1830—1945, Museo d’arte moderna e contemporanea (Varese), Sergio Rebora, Anna Bernardini, 2004.
- Industria, arte e moda in Lombardia: 1830—1945, Castello di Masnago, 2005[16].
- Da Pellizza a Carrà: artisti e paesaggio in Lomellina, Vigevano, 2007[14].
- Giuseppe Amisani, Il pittore dei Re, Castello Sforzesco, Pavia, 2008.
- Rirì la sciantosa e le altre. Ritratti di donne nella pittura di Giuseppe Amisani (1879—1941), Galleria Civica di Bari, 2012[17].
- Il Novocento a Palazzo Isimbardi: nelle collezioni della Provincia di Milano, Raffaele De Grada, Palazzo Isimbardi, Milano.
- Antonio Mancini, 1852-1930 : il collezionismo del suo tempo in Lombardia, Accademia Tadini, Lovere, 1997.
- From the Collection of the Uffizi Gallery, Pechino (2010) e Changsha (2011), China[14].
- La collezione Terruzzi, Palazzo Reale, Milano, 2008.